# Rubel machnowski

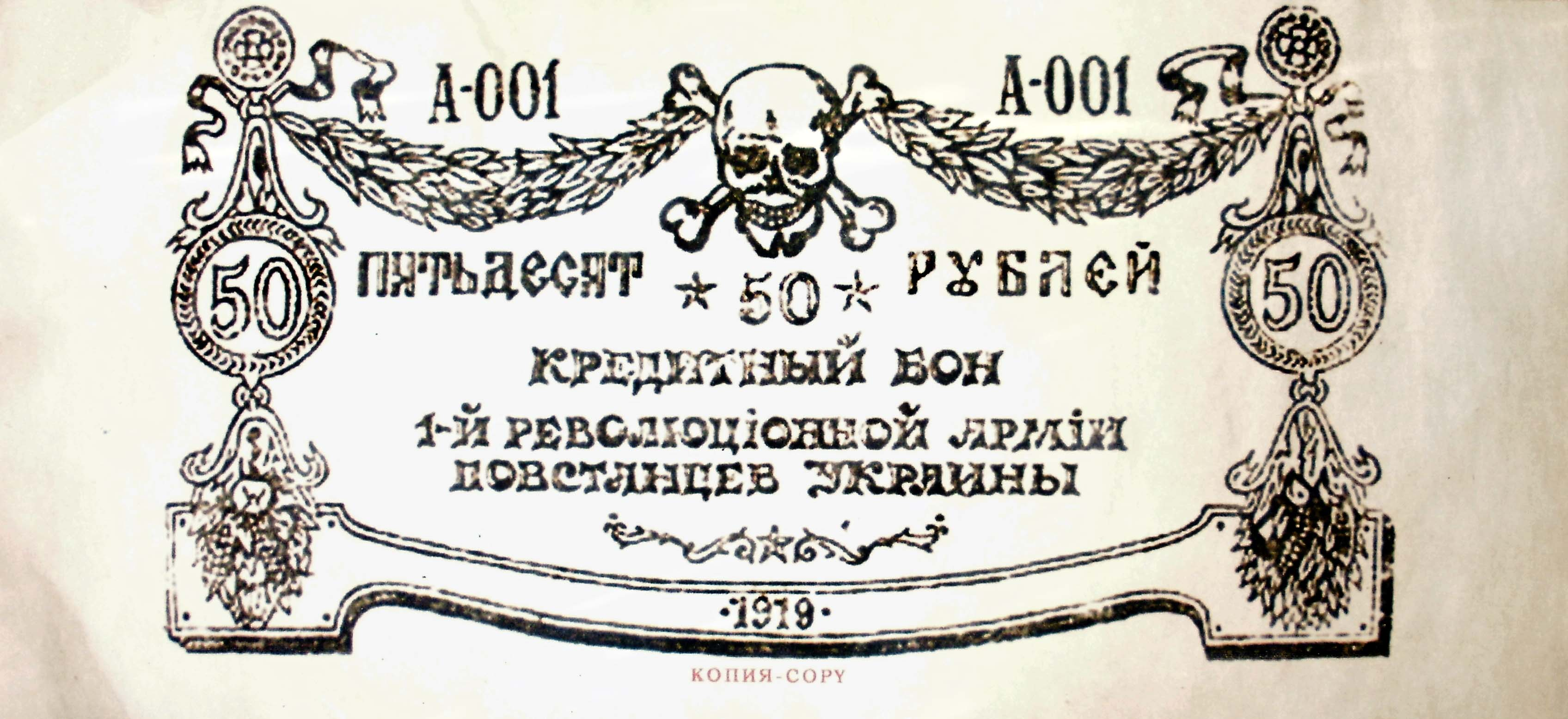
Pieniądz rzekomo emitowany przez Rewolucyjną Powstańczą Armię Ukrainy wymyślony współcześnie przez kolekcjonerów

Rubel machnowski – jednostka monetarna funkcjonująca na terenie Machnowszczyzny. 
Rewolucyjna Powstańcza Armia Ukrainy i organy Machnowszczyzny nie emitowały własnych banknotów, a banknoty rzekomo drukowane przez armię są fałszywe. Ruble machnowskie powstawały na skutek nadrukowywania różnych banknotów dawnego Imperium Rosyjskiego znajdujących się w rękach zwolenników Machny, najczęściej rubli dońskich (emitowanych przez Republikę Dońską). 
Nadruki zwiększały dziesięciokrotnie wartość banknotów (wobec szybkiej inflacji rubli dońskich), zawierały teksty o charakterze propagandowym, nawet humorystycznym lub samą nazwę armii. Obok rubli machnowskich na terenie Machnowszczyzny w obiegu znajdowały się również inne banknoty (np. karbowańce); niektóre społeczności całkowicie zrezygnowały z pieniędzy.